# Motu (Vavaʻu)
Motu (tongaisch für „Koralleninsel“) ist einer der sechs Distrikte der Division Vavaʻu im Königreich Tonga im Pazifik.

## Geographie
Der Distrikt liegt im Westen des Vavaʻu-Atolls und erstreckt sich über zahlreiche Inseln.

## Bevölkerung
| Dorf      | Einwohner |
| --------- | --------- |
| Kapa      | 30        |
| Falevai   | 73        |
| ʻOtea     | 62        |
| Lape      | 16        |
| Matamaka  | 72        |
| Nuapapu   | 86        |
| Ovaka     | 95        |
| Taunga    | 36        |
| Hunga     | 172       |
| Foeata    | 1         |
| Vakaʻeitu | 0         |
| Moʻunu    | 1         |
| ʻEueiki   | 2         |
| Mala      | 5         |
| Fofoa     | 5         |